# Escargot de bronze
 (mars 2025).
La mise en forme du texte ne suit pas les recommandations de Wikipédia : il faut le « wikifier ».
Les points d'amélioration suivants sont les cas les plus fréquents :
- Les titres sont pré-formatés par le logiciel. Ils ne sont ni en capitales, ni en gras.
- Le texte ne doit pas être écrit en capitales (les noms de famille non plus), ni en gras, ni en italique, ni en « petit »…
- Le gras n'est utilisé que pour surligner le titre de l'article dans l'introduction, une seule fois.
- L'italique est rarement utilisé : mots en langue étrangère, titres d'œuvres, noms de bateaux, etc.
- Les citations ne sont pas en italique mais en corps de texte normal. Elles sont entourées par des guillemets français : « et ».
- Les listes à puces sont à éviter, des paragraphes rédigés étant largement préférés. Les tableaux sont à réserver à la présentation de données structurées (résultats, etc.).
- Les appels de note de bas de page (petits chiffres en exposant, introduits par l'outil «  Source ») sont à placer entre la fin de phrase et le point final[comme ça].
- Les liens internes (vers d'autres articles de Wikipédia) sont à choisir avec parcimonie. Créez des liens vers des articles approfondissant le sujet. Les termes génériques sans rapport avec le sujet sont à éviter, ainsi que les répétitions de liens vers un même terme.
- Les liens externes sont à placer uniquement dans une section « Liens externes », à la fin de l'article. Ces liens sont à choisir avec parcimonie suivant les règles définies. Si un lien sert de source à l'article, son insertion dans le texte est à faire par les notes de bas de page.
- La présentation des références doit suivre les conventions bibliographiques. Il est recommandé d'utiliser les modèles {{Ouvrage}}, {{Chapitre}}, {{Article}}, {{Lien web}} et/ou {{Bibliographie}}. Le mode d'édition visuel peut mettre en forme automatiquement les références.
- Insérer une infobox (cadre d'informations à droite) n'est pas obligatoire pour parachever la mise en page.

Pour une aide détaillée, merci de consulter Aide:Wikification.
Si vous pensez que ces points ont été résolus, vous pouvez retirer ce bandeau et améliorer la mise en forme d'un autre article.
L'Escargot de bronze est un prix littéraire pour les meilleures œuvres de littératures de l'imaginaire, publiées en russe au cours de l'année. Il a été décerné chaque année à Saint-Pétersbourg de 1992 à 2012. Le prix a été créé en 1992 par Andrei Nikolaev et Alexander Sidorovich. Le prototype du prix était le prix de Boris Strougatski, décerné en 1991.
Le prix était décerné dans plusieurs catégories : pour la meilleure publication de science-fiction de grande envergure (roman), de taille moyenne (roman court), de petite taille (nouvelle), ainsi que pour la meilleure œuvre critique et journalistique consacrée aux problèmes de la science-fiction.
Le président et le seul membre du jury était Boris Strugatsky, de sorte que ce prix était considéré comme le plus subjectif des prix de science-fiction nationaux.
Après la mort de Boris Strougatski, il a été décidé qu'en 2013, aucun prix ne serait décerné. Lors de l'Interpresscon-2014, Alexandre Sidorovich a confirmé que le prix avait cessé d'exister, restant à jamais le « prix de Boris Strougatski ».

## Lauréats
| Année | Grande forme                                                  | Forme moyenne                                             | Petite forme                                                                       | Presse d'opinion |
| ----- | ------------------------------------------------------------- | --------------------------------------------------------- | ---------------------------------------------------------------------------------- | --- |
| 1992  | Mikhail Ouspensky « Le Cavalier de fonte »                    | non attribué                                              | Mikhail Veller « Je veux à Paris »                                                 | Sergueï Peresleguin « Illusions et la route »                                                                          |
| 1993  | Andrei Stolyarov « Les moines sous la lune »                  | Victor Pelevine « Omon Ra »                               | Kir Boulitchev « De la peur »                                                      | Roman Arbitman « On ne vit que deux fois »                                                                             |
| 1994  | Viatcheslav Rybakov « Le graviliet "Tsézarévitch" »           | non attribué                                              | Andrei Lazarchuk « La momie »                                                      | Roman Arbitman « Histoire de la science-fiction soviétique »                                                           |
| 1995  | Andrei Lazarchuk « Les soldats de Babylone »                  | Alexandre Shchegolev «Nuit éternelle»                     | Boris Stern « Kachtcheï l'immortel — poète des démons »                            | Viatcheslav Rybakov « Tourbillonnant à la recherche de sens »                                                          |
| 1996  | Eduard Guevorkian « Les temps des vauriens »                  | Evgueniï Loukine « Là-bas, derrière l'Achéron »           | Pavel Kouzmenko « Salade de Beyrouth »                                             | Sergueï Peresleguin « L'œil du typhon »                                                                                |
| 1997  | Viatcheslav Rybakov « Tire la ficelle »                       | Boris Stern « Vive Ninel! »                               | Nikolaï Yutanov « Amanjol »                                                        | Eduard Guevorkian « Les combattants de la garde en terre cuite »                                                       |
| 1998  | Boris Stern (à titre posthume) « L'Éthiopie »                 | Elena Khayetskaya « L'athée »                             | Andrey Lazarchuk, Mikhail Ouspensky « Le sous-marin jaune „Komsomolets Mordovii“ » | Evgueniï Loukine « Le décret d'abolition du verbe : manifeste du parti national-linguiste »                            |
| 1999  | Ievgueni Loukine « Zone de justice »                          | Vassili Schépétniov « La septième partie de l'obscurité » | Vassili Schépétniov « Le poisson doré »                                            | Sergueï Peresleguin Cycle d'épilogues pour les tomes 6 à 13 de la série « Les Mondes des frères Strougatski »          |
| 2000  | Victor Pelevine «Génération P»                                | Sergeï Sinyakin « Le moine au bout du monde »             | Evgueniï Loukine « Au pays du soleil couchant »                                    | Alexey Kerzin, Yuri Fleishman, Vadim Kazakov « Bibliographie des œuvres des frères Strougatski »                       |
| 2001  | Marina et Sergueï Diatchenko (ru) « Armaguedon-maison »       | Marina et Sergueï Diatchenko « Le dernier Don Quichotte » | Viatcheslav Rybakov « Les Retours »                                                | Anatoli Britikov « Littérature de science-fiction nationale : quelques problèmes d'histoire et de théorie du genre »   |
| 2002  | Marina et Sergueï Diatchenko « La vallée de la conscience »   | Sergei Sinyakin « Le prisonnier du Caucase »              | Marina et Sergueï Diatchenko « Basket-ball »                                       | Kirill Eskov « Notre réponse à Fukuyama »                                                                              |
| 2003  | Sergueï Loukianenko « Le Spectre »                            | Alan Kubatiev « À la recherche de monsieur P. »           | Andrei Lazartchouk « Le chat a quatre pattes... »                                  | Gennady Prashkevich « Le petit guide de la science-fiction »                                                           |
| 2004  | Kirill Benediktov « La guerre pour Asgard »                   | Gennady Prashkevich « Le mammouth blanc »                 | Leonid Kaganov « Khomka »                                                          | Kir Boulitchev « La belle-fille de l'époque »                                                                          |
| 2005  | Vladimir Vassiliev, Alexandre Gromov « Antarctique en ligne » | Gennady Prashkevich « Territoire du péché »               | Alexeï Kalouguine « Dans le jardin »                                               | Alan Kubatiev « Dante de bois et de bronze, ou Rien n'est fini »                                                       |
| 2006  | Dmitri Bykov « Évacuateur »                                   | Alexander Zhitinsky « Demandez à vos âmes »               | Oleg Ovchinnikov « Une étoile en cadeau »                                          | Alan Kubatiev « Qu'est-ce que Byzance lui a donné, les aigles dorés ?.. Réflexions sur une table encombrée de livres » |
| 2007  | Evgueniï Filenko « Boomerang à un lancer »                    | Gennady Prashkevich « Streusel russe »                    | Andreï Salomatov « Ange gris »                                                     | Sergeï Sobolev « Histoire alternative: Guide pour les chronovoyageurs »                                                |
| 2008  | Igor Sakhnovsky « L'homme qui savait tout »                   | Evgueniï Loukine « Notre existence est trouée »           | Maria Galina « Le Guide »                                                          | Gennady Prashkevich « Le sphinx rouge. Histoire de la science-fiction russe de V.F. Odoyevsky à Boris Stern »          |
| 2009  | Dmitri Bykov « Mis en écrit »                                 | Alexeï Lukyanov « Forage profond »                        | Yulia Zonis «Me-gi-do»                                                             | Ant Skalandis « Les frères Strougatski »                                                                               |
| 2010  | Yana Dubinyanskaya « Réchauffement climatique global »        | Mikhail Nazarenko « L'île de Ceylan »                     | Marina et Sergueï Diatchenko «L'Empereur»                                          | Nikolay Romanetsky « Treize opinions sur notre chemin »                                                                |
| 2011  | Tim Skorenko « Le jardin de Jérôme Bosch »                    | Alexeï Lukyanov «Haute pression»                          | Maria Galina « Bienvenue dans un beau pays! »                                      | Sergueï Peresleguin « Retour aux étoiles : Science-fiction et évolution »                                              |
| 2012  | Zakhar Prilepine « Le singe noir »                            | Andreï Izmaylov « Le jeu dans la boîte »                  | non attribué                                                                       | Sergueï Peresleguin « Le rasoir d'Ockham dangereux »                                                                   |